# 元祖！抓狂一族
《元祖！抓狂一族》（日語：元祖!浦安鉄筋家族）是由日本漫畫家濱岡賢次於2002年連載的搞笑漫畫作品。前作為《抓狂一族》，續作為《元氣！抓狂一族》。

## 與前作相異處
本作品內容描述為主人公小鐵升上3年級後周遭發生的趣事，與前作不同的地方為：
1. 小鐵的外觀造型改成穿著黑泳褲、半裸上身。
2. 小鐵一伙人升上3年1班、而阿仁也調到和小鐵同一班。
3. 小茜家原本住的豪宅因偷工減料的關係倒塌；而住在臨時公寓裡。
4. 花子被調到隔壁3年2班。
5. 奈奈子老師改成負責擔任小鐵班導。
6. 春卷龍改成就任1年1班班導。

後來因作者浜岡老師覺得更動過的效果在劇情上表現不佳，除了第1~3點有保留下來外；
其它更動過的地方都逐一改回和前作抓狂一族相同的設定。

## 主要登場人物
主要人物請參照前作抓狂一族。

## 新登場人物

### 小鐵班上同學
山上 蓮子
- 來自長野縣日本阿爾卑斯山的大胃女。大口灌飲料的速度比服雄還快。
- 身旁常常會冒出一群山羊圍繞著。
- 角色造型來源是電視動畫「小天使」的主角海蒂。

※初登場集數：第1集10固
金子 翼
- 有著一副中年大叔模樣的老氣臉孔、個性內向寡言的小學生。
- 因為在班上沒有什麼交集的朋友，因此對朋友多的小鐵有一份崇拜的情結，並深深渴望能獲得小鐵的認同。
- 喜歡偷偷在旁觀察、研究小鐵的言行和嗜好；並且模彷他的行為。
- 在班上的綽號是「金子老師」。
- 自宅的位置就在學校大門口前面而已。

※初登場集數：第1集11固
安藤 和男 & 安藤 勇
- 小鐵班上不起眼的二人組，常常被班上眾人忽視默默地一起行動。
- 和男常三不五時對班上同學的行為做一番批評；勇則都是在一旁不發一語地聽他碎碎唸。
- 兩人都一直希望能獲得小茜對他們的注意。

※初登場集數：第5集特別短篇
NYA三人組
- NYA三人組成員：根本 和江、山崎 民子、淡口 靜香﹝N、Y、A分別為這三人的羅馬拼音開頭﹞。
- 是小鐵班上個性內向的三名女生，三個人都坐在相鄰的位置並常常一起行動。
- 根本和江和山崎民子常常對愛吵鬧的小鐵不耐煩，但被小鐵對她們開玩笑叫起了她們的綽號時﹝阿江、小民﹞又會表現得挺開心的。﹝靜香內心則似乎希望能獲得小鐵多一點的注意﹞
- 山崎民子初登場的時候是很醜的女生，然而從24集開始容貌大改變，根本脫胎換骨﹝浜岡老師表示這是成長﹞。

※初登場集數：第9集125固
阿部姐妹
- 小鐵班上的轉學生，是五科全能的天才雙胞胎姐妹﹝實際上是四胞胎以上？﹞。
- 雖號稱是五科全能天才姐妹，但實情是其中一人擅長體育、另一人擅長數學、另外兩個分別擅長音樂與美術，靠著相同外觀打扮利用混水摸魚、迅速交換身份的方法；來讓眾人誤以為她們每位都是全能天才。

※初登場集數：第9集132固
T恤男
- 總是用T恤罩住面孔的男孩，真實身份、姓名皆不明。

※初登場集數：第12集177固
赤門 進
- 小鐵班裡外型肥胖的學生。喜歡靠作弊、偷窺來獲得高分。
- 實際上是個頭腦相當聰明的人，考試時愛走歪風只是純粹為了享受犯罪時的快感。
- 角色造型來源是作者浜岡老師的編輯。

※初登場集數：第17集244固
運動服君
- 用運動服將全身罩住的男孩﹝與T恤男是同一人？﹞，真實身份不明。

※初登場集數：第18集258固
野村 幸子
- 長髮、體型瘦弱的女生，但卻有黑洞般的食量。在班上的暱稱為「野子」，綽號「大胃公主」。
- 曾創下吃了314碗紅豆飯、半小時內喀光巨無霸餃子的驚人記錄。
- 雖說食量驚人，本人卻很討厭別人強迫她表演吃一大堆東西、或在她面前提她食量巨大的事情。
- 初登場時作者浜岡老師原以為會是篇無聊故事；卻意外大受讀者好評，短時間內就迅速成為人氣角色。

※初登場集數：第18集260固
鈴木 正
- 小鐵班上的轉學生，夢想是當個漫畫家的少年。
- 小三就在主流雜誌的漫畫賞一路晉級到最後決賽才落敗，是個有實力的人。

※初登場集數：第27集391固
雨森雨
- 小鐵班上的轉學生，是個超級雨女，她在雨中活動根本生龍活虎。
- 她在學校時天氣就傾盆大雨，就算天氣太好只要她一出現就會立刻下大雨。
- 最後暫時不會來學校去非洲救濟解除旱災。
- 「元氣！抓狂一族」第6集第79寶回歸時原本只有她的範圍下雨，隔天她在時不會下雨，後來她一生氣就開始傾盆大雨，最後又再次到非洲救濟。
- 她遇到太陽非常容易中暑，只要對她澆花就立刻恢復體力。
- 冬天時她出現就會下範圍大雪，是個超級雪女，如果小雨待太久就會變成「暴風雪」，甚至過去再東非下雪導致一堆人和動物活活凍死。

※初登場集數：第27集403固
牛島登﹝哞-哞-君﹞
- 總是用帽子罩住面孔的男孩﹝與T恤男、運動服君是同一人？﹞，真實身份不明，是個保守的男孩。
- 脫掉帽子變成T恤男，再脫掉T恤變成運動服君。
- 道歉時會低著頭脫帽子，但面孔還是不會露出來。

※初登場集數：第28集415固
美波奈美
- 初登場是要轉去新學校的學生，精通六國語言的外交官千金。
- 但是小鐵以為是福雄要轉學，放學後就這樣不再走一片雲彩的轉學了。

※初登場集數：第28集419固

### 學校其他同學
鬍子三兄弟
- 學校教務主任的手下，專門替教務主任窺視校長、尋求暗殺校長的時機。
- 長男賢介長得和摔角手佐佐木健介一樣、次男正宏和蝶野正洋相同、三男良彰則和藤原喜明（日语：藤原喜明）神似。
- 第27集浜岡老師表示此角色不會再出現了

※初登場集數：第1集第2固
瑪姬與波姬
- 喜愛八卦、小道消息的雙人組，兩人常常一起挖新聞。

※初登場集數：第21集302固
小池 鐵郎
- 就讀浦安第5小學3年1班，臉蛋外型和小鐵神似。
- 喜歡讀書﹝2天內看完圖書館全部的兒童讀物﹞、內向寡言、愛獨處，與好動的小鐵個性完全不同。

※初登場集數：第21集302固
大森
- 3年3班的巨人大胃王，有能單獨一人吃光全班營養午餐的食量。
- 和野村幸子比食量時自願甘拜下風而把身上的大胃王腰帶渡讓給她。
- 角色造型來源是身材高大的大胃王白田信幸。

※初登場集數：第21集309固

### 學校老師們
校長
- 身材高大、喜愛抽雪茄的巨人；是取代前作「抓狂一族」裡光頭校長的角色。
- 個性大而化之不拘小節、喜愛甜食。
- 第27集浜岡老師表示此角色不會再出現了。
- 角色造型來源是摔角手馬場。

※初登場集數：第1集第2固
教務主任
- 取代已退休的前主任義大利長介的角色；是個積慮於暗殺校長、企圖奪下校長寶座的人。
- 手下心腹是「黑鬍子三兄弟」，負責監視校長的一舉一動。
- 是國會議員的哥哥，兩兄弟放的屁或拉的屎都一樣是危險的人間兇器。
- 第27集浜岡老師表示此角色不會再出現了，國會議員哥哥的設定就此消失。
- 角色造型來源是摔角手安東尼奧·豬木。

※初登場集數：第1集第2固
沼田
- 學校的女主任。對於打掃方面的事情相當在行、常常對奈奈子老師邋遢的行為操心。
- 被奈奈子老師家裡凌亂的模樣嚇到事後閉口不談。

※初登場集數：第2集24固
蚤 問嘆
- 3年2班導師。喜歡出各種健康醫療相關的問答，猜錯的學生都要接受奇怪的處罰遊戲。
- 角色造型來源是電視主持人三野文泰。

※初登場集數：第3集35固
武田
- 喜愛對人生大道理、以及道德理論侃侃而談的臨時導師。
- 專門用「無痛之掌」來教訓他認為需要鞭策的學生。
- 角色造型來源是飾演影劇「金八老師」的演員武田鐵矢。

※初登場集數：第8集116固
傑克
- 來自美國，擔任小鐵學校裡的英文老師。
- 是個做任何事都會和時間「24小時」、「24分」、「24秒」扯上關係的人。
- 角色造型來源是飾演影集「24反恐任務」的影星基佛·蘇德蘭。

※初登場集數：第13集190固
芥川 將
- 宇宙第一喜愛書籍的圖書館老師。在他的圖書館內都得保持安靜閱讀、一律不得開口。
- 他只在走出圖書館時才會開口說話；並且能有記下全部館藏借閱記錄的超強記憶。
- 平時沉浸在書本的世界，但一被調皮學生惹毛時就會用各種奇怪招式做處罰﹝如：芥川飛毛踢、羅生門火燄書﹞。
- 角色造型來源是日本小說家芥川龍之介。

※初登場集數：第16集226固
東增 英二尊
- 擔任學校裡的理科老師，自稱是天才發明王。
- 喜歡隨意把任何東西吹噓成是自己的發明；或著對著空氣比手劃腳假裝在使用自己的新發明。
- 角色造型來源是發明大王愛迪生。

（「東增 英二尊」的日文發音與「湯瑪斯‧愛迪生」的英文發音相似）
※初登場集數：第16集228固
卡洛斯‧權藤
- 臨時擔任小鐵班導的教師。喜愛發表高亢的班級風氣改革演說，但決策都下得很隨便。
- 角色造型來源是數年前讓日產汽車公司起死回生的CEO卡洛斯‧戈恩（日语：カルロス・ゴーン）。

※初登場集數：第16集230固
大風賀 米沙
- 擔任學校裡的音樂老師，常亢奮過度時會開始彈奏鋼琴，優美的曲子但歌詞不一樣。
- 常把樂器當成武器攻擊；彈奏鋼琴還能將對方洗腦。
- 角色造型來源是作曲家巴哈。

※初登場集數：第27集392固

### 其他角色們

#### 市民們
星明
- 神出鬼沒的拉麵攤老闆，而且拉麵使用的材料、調味料一切不明。
- 但是煮出的拉麵有撫慰人心、消除煩惱的能力，被稱為「味道的魔術師」。

※初登場集數：第2集17固
YAWARA
- 負有正義感、喜愛隨身帶著金牌炫耀的柔道高手女子。
- 只要金牌一離開身邊就會開始抓狂。
- 角色造型來源是拿下兩次奧運柔道金牌的選手谷亮子。

※初登場集數：第3集43固
瀨賀館長
- 本名「瀨賀·R·拳」，兒童拳法「沉默會館」的館長，專門指導幼兒們學習古代流傳的武術秘技﹝但全都是小孩子整人用的把戲﹞。
- 角色造型來源是武打影星史蒂芬·席格。

※初登場集數：第4集48固
尼可
- 能一口氣抽20根煙、一天要抽65包、煙癮比大鐵還重的浦安傳說之男。
- 和大鐵為了爭奪5箱的庫存香煙進行了一場香煙對決。

※初登場集數：第5集69固
妙典的麥昆
- 晴郎交流的小團體「西部片守護會」成員之一。
- 臉和影星「史提夫麥昆」一樣。

※初登場集數：第6集75固
ADAMO
- 從貨車上掉落出的高科技機器人。被仁媽當成是外星生物。
- 角色造型來源是本田工業開發的機器人ASIMO。

※初登場集數：第6集84固
小倉
- 出現在夏天的浦安街頭和吃冰的路人比賽冰棒硬度﹝不管對方願不願意﹞的大胖子。

※初登場集數：第8集119固
加藤
- 普通國中生。臉蛋貌似日職球隊千葉羅德海洋的球星初島清﹝初芝清（日语：初芝清）﹞。
- 被死忠的羅德迷梅星淚誤認是本尊而被纏著不放。

※初登場集數：第12集180固
John&Yoko的婦產科
- 順子媽媽生小鐵時所住的婦產醫院。
- 醫生的臉蛋和歌星約翰·藍儂一樣；護士的臉則和小野洋子相同。

※初登場集數：第13集188固
森富
- 頗受主婦族群們支持的年輕議員參選人。
- 在偶然情況下被長相和他神似的春卷龍破壞形象、導致落選。

※初登場集數：第17集252固
櫻 米助
- 喜歡開著房屋造型的旅行車到處趴趴走，隨意突襲陌生人家裡、企圖吃免錢一頓的怪人。
- 吃了一口法子作的蛋炒飯後立刻頭也不回地閃人。
- 角色造型來源是電視主持人桂米助（日语：ヨネスケ）。

※初登場集數：第18集257固
星 仙一
- 浦安少年老虎棒球隊的教練，相當容易就被小事激怒。
- 為了緩和易怒的情緒常常臉上硬擠出笑容。
- 角色造型來源是棒球名人星野仙一。

※初登場集數：第18集259固
田淵 幸二
- 浦安少年老虎棒球隊的板凳教練，常常為了愛發脾氣的星仙一教練傷透腦筋。
- 角色造型來源是棒球名人田淵幸一。

※初登場集數：第18集259固
小林&山田
- 過去曾是竊賊的一對搭檔；現今改頭換面從事鎖匠的工作。
- 兩人的造型來源是動漫畫「魯邦三世」裡的主角魯邦和次元大介。

(名字來源則是魯邦的配音員山田康雄和次元的配音員小林清志。)
※初登場集數：第20集297固
順手牽羊的歐巴桑
- 身高大約2公尺高的巨無霸女人。
- 經常在『本田屋超市』出沒；每天幹著順手牽羊的勾當，冷酷的眼神會讓對方打冷顫。

※初登場集數：第21集307固
櫻愛
- 都內某超市的特勤反盜Gmen專家；在對付竊犯上，還推廣了非常見效的武術『反盜G』，也算是武術家。
- 只要到商店表情就會認真起來﹝特勤G認著的臉﹞。
- 角色造型來源是武打影星史蒂芬·席格；因此角色與第4集登場的瀨賀館長相似度100%被認為同一人，但是仔細看過發現兩人性別不一樣所以不同人。

※初登場集數：第25集369固
鄉丸三平
- 牛仔褲專賣店「全米屋本店」的店長，對於牛仔布擁有異常熱愛。
- 初登場時因自身穿的牛仔褲尺寸不符，常常掉下來，後來27集再度登場時尺寸修改為合身。

※初登場集數：第26集375固

#### 漫畫家們
萬田 太郎
- 搞笑漫畫家，春卷龍的隔壁鄰居，十三樓陽台為了生計而打工擔任他的助手。個人相當喜愛畫誇張的嘔吐動作。
- 角色造型來源是漫畫家漫☆畫太郎（日语：漫☆画太郎）。

※初登場集數：第1集第7固
山羊野 頭
- 漫畫「機器人公主（ロボこみ）」的作者。是個喜愛挽袖子、有禮貌的好青年。
- 角色造型來源是作者浜岡老師的前任助手八木澤景一（日语：やぎさわ景一）。

※初登場集數：第8集106固
丸山 卜派
- 從沒擔任過助手、就直接出道的新一代人氣漫畫家。
- 為了增加經驗而自願去擔任十三樓陽台的助手。

※初登場集數：第22集321固

#### 電視節目人物
瑪琳‧夏普里
- 身材肥胖的超能力大師，利用本身的特異功能來尋找下落不明的春卷龍縱影。

※初登場集數：第8集120固
高橋
- 順子媽媽喜歡的購物頻道「新日頻道」的社長。
- 角色造型來源是Japanet Takata的社長高田明（日语：高田明）

※初登場集數：第18集261固
查理
- 名健身節目的黑人教練。以扯繩、拳擊有氧的減肥訓練聞名。
- 順子媽媽在訂購該健身節目的產品時、以特別優惠的名義來小鐵家當免費七天的教練。
- 因為愛下小鐵家優閒的生活及順子媽媽做的料理便賴著不走，之後變得比晴郎還胖。
- 角色造型來源是拳擊有氧教練比利·布蘭克斯。

※初登場集數：第18集261固

#### 補習班人物
算盤補習班老師
- 私人算盤補習班「拿破崙算盤教室」﹝ナポレオンそろばん塾 ﹞的老師。外貌是個普通歐巴桑。
- 個人相當忌諱把算盤拿來用腳踩、當滑板滑的粗魯行為（但她本人滑的技術也不賴）。
- 擅長使用算盤作為攻擊道具；招式名「闇珠算彈」。

※初登場集數：第11集153固
華格納補習班
- 華格納補習班﹝ワーグナー学習塾﹞。是教學嚴厲的補習班，以免費試聽3天作為教學號召。

※初登場集數：第11集156固
馬田
- 在ワーグナー学習塾中快速解答考卷題目，完成九連霸的聰明男孩。

※初登場集數：第11集156固
亞賀留多補習班的學生們
- 是群和阿德上同一間補習班的小學生們。
- 與學業和玩樂兩方面都能兼具的阿德不同，他們都是只會唸書、不太了解玩樂的孩子。

※初登場集數：第15集214固

#### 老煙槍黨
老煙槍黨
- 由小鐵老爸大鐵、光頭的淺野、戴眼鏡的井上、和老是默默不語的宇野以上四人組成的團體。
- 此四名死黨皆為同行的計程車司機；並且擅長使用香煙煙霧做出驚人的特效﹝如利用吐出的煙霧來進行猜拳、或利用煙霧進行隱身術﹞。

※初登場集數：第1集12固
麻岡 由美
- 老煙槍黨們常光臨的家庭連鎖餐廳「BE~YAN」浦安店的店長。
- 與大鐵一伙人關係不錯，但常常對他們製造出堆積如山的煙蒂沒輒。

※初登場集數：第15集211固

#### 闇崎一家
闇崎 駿
- 戴著粗框黑眼鏡的白頭髮老先生，喜愛自然。
- 乍看之下似乎是個和藹老爺爺，其實心機頗重，老是強迫自己的兒女要依自己心中理想的模樣發展。﹝男的要一付精神飽滿、充滿活力模樣；女的要溫柔體貼又帶堅逸﹞
- 角色造型來源是動畫大師宮崎駿。

※初登場集數：第5集63固
闇崎 瑪琪
- 闇崎駿的女兒。還是小嬰兒時帶到鄉村不小心被猴子抓去養大，因此精通猴語。
- 喜歡像猴子一樣亂抓人，討厭的東西是泡菜。
- 角色造型來源是動畫「龍貓」裡的姐姐草壁皋月。

※初登場集數：第5集63固
闇崎 固軟
- 闇崎駿的兒子。個性內向陰沉，一直被父親強迫要一付活力充沛的模樣。
- 角色造型來源是動畫影集「未來少年柯南」的主角柯南。

※初登場集數：第10集141固

#### 婦人們
花梨
- 在飯館「電光飯店」打工的主婦。性格軟弱。
- 為了個人生計及上幼稚園的兒子；與霸佔著店裡碗盤不還的仁媽展開了一場對決。

※初登場集數：第5集174固
弓票 鷹子
- 大福星子最小的妹妹。因小時被猴子養大過，所以總是一付猴樣。
- 角色造型來源是武打影星元彪。

※初登場集數：第16集240固

#### 浦安眼鏡蛇會
浦安眼鏡蛇會
以會長豬子為中心，是專門聊別人壞話是非的主婦集團。
豬子
- 浦安眼鏡蛇會的會長；為人卑鄙、喜怒無常、又愛借錢不還。
- 若會裡的成員表現行為不合心意時，便會任意地對成員進行武力制裁。
- 角色造型來源是摔角手安東尼奧·豬木。

※初登場集數：第13集193固
力美
- 浦安眼鏡蛇會的成員之一。常常被會長豬子欺負。
- 與順子媽媽訴苦後；便想伺機成立「順子軍團」反抗浦安眼鏡蛇會。
- 角色造型來源是摔角手長州力。

※初登場集數：第13集193固
辰美
- 浦安眼鏡蛇會的成員之一。和力美一樣常常被會長豬子欺負。
- 是位對會長豬子不滿、但沒有勇氣反抗的婦人。
- 角色造型來源是摔角手藤波辰爾（日语：藤波辰爾）。

※初登場集數：第13集193固

#### 老年人們
洋田婆婆
- 年齡高達109歲，乍看弱不禁風的外型卻隱藏著超靈敏身手的老婆婆。
- 曾在浦安上開過武術道館；另外也擅長藏匿隱身技術。
- 角色造型來源是電影星際大戰的尤達大師。

※初登場集數：第2集25固
果醬爺爺
- 住在浦安郊區外麵包工廠的老師傅，和金鐵爺爺是舊識。
- 擅長製作奇形怪狀的麵包；以及極詭異的甜食。
- 角色造型來源是麵包超人裡的果醬爺爺。

※初登場集數：第4集54固
巨無霸農業婆婆
- 種植超巨大蔬果的老婆婆，吃了她的巨大農作物身驅也會跟著巨型化。

※初登場集數：第17集248固
吹牛老爹
- 擅長吹噓天花亂墜的謊言、愛擺人一道的老爹。
- 臉蛋和日本演員大滝秀治（日语：大滝秀治）相似。

※初登場集數：第22集323固

#### 浦安老人會
喬‧高橋
- 浦安老人會「返老還童講座」的講師。
- 舉辦讓老人用拐杖競力的「拐杖相撲」，主張這個活動可以讓老人沉睡的細胞再度活躍。

※初登場集數：第5集71固
三郎
- 年記相當大的老爺爺，在電車上的站立版生存遊戲﹝比誰可以在電車上站的比較久﹞中敗下陣來。

※初登場集數：第5集71固
花子
- 個性暴烈，被譽為浦安老人會最卑鄙的歐巴桑，因為看到優先席忍不住坐下，而輸掉站立版生存遊戲。

※初登場集數：第5集71固
黑澤兄弟
- 雙胞胎兄弟，因為遭到花子的偷襲，在站立版生存遊戲中被淘汰。

※初登場集數：第5集71固

#### 孩童們
大福 A
- 大福星子的兒子，跟他媽媽一樣有跟成龍神似的臉孔。
- 雖然只是個一歲嬰兒卻酷愛超危險的特技動作。

※初登場集數：第8集118固
義大利長介的孫子們
- 小鐵學校的前任教務主任義大利長介的孫子；5個人的臉蛋都和漂流者大爆笑成員相似。

※初登場集數：第7集103固
稻川 淳子
- 稻川淳的女兒。常在他老爸的幽靈採訪秀裡扮演幽靈的角色，有打扮過鬼太郎模樣的造型。

※初登場集數：第12集168固

#### 外國人們
羅傑‧龐德
- 來自英國的情報員，手上攜帶的雨傘其實是可用來攻擊敵人的高科技兵器。
- 角色造型來源是飾演過007的影星羅傑·摩爾。

※初登場集數：第5集62固
聖誕老人
- 遠從芬蘭來到浦安的聖誕老人本尊。一剛下機沒多久就被眾人搶著要禮物。
- 長時間下來為了躲避想搶禮物暴民的襲擊；練就一身敏捷的身手。個人必殺技「聖誕拳」。

※初登場集數：第6集88固

#### 祖先們
國會議員的祖父
- 搭乘鐵達尼號時拉下份量驚人的糞便；是導致鐵達尼號沉沒的元兇。

※初登場集數：第6集77固
菊池茜的祖母
- 金髮少女。在鐵達尼號沉沒時和國會議員祖父搭上同一艘救生船。

※初登場集數：第6集77固

#### 魔神仔們
稻川淳旁的女幽靈
- 纏在稻川淳身旁的來歷不明女幽靈。一直渴望能親眼目賭真實幽靈的稻川淳卻感應不到她的存在。但是仁媽卻看得到她。

※初登場集數：第8集115固
小鐵學校的幽靈
- 寄宿在小鐵學校、企圖想讓小鐵跳樓身亡的惡靈，但最後反被小鐵強健不死的身體嚇垮。

※初登場集數：第15集217固
山田真夜
- 在夜色地垂人煙稀少的浦安鎮上，樂此不疲的到處驚嚇「看得到她」的人﹝頭上有顆星星﹞。
- 到目前為至還持續纏著大鐵周圍不放。
- 雖然是幽靈摸不到實體，但是只要真正的抓狂就會確實碰到人和物體﹝曾經一拳打跨圍牆﹞。

※初登場集數：第28集406固

#### 寵物們
犬男
- 春卷龍養的牛頭犬。會把主人春卷趕出門外、獨自霸占屋內。

※初登場集數：第2集27固
葛斯帕
- 國會議員養的貴賓犬，跟他主人一樣會拉份量驚人的屎。

※初登場集數：第7集105固